# Kopalnia Węgla Kamiennego Radzionków
Kopalnia Węgla Kamiennego Radzionków (niem. Radzionkaugrube  ) – kopalnia węgla kamiennego działająca samodzielnie od 1874 r. do 31 grudnia 1974 w Buchaczu, dzielnicy Radzionkowa. 1 stycznia 1975 została połączona z Kopalnią Węgla Kamiennego Bytom, od tego czasu funkcjonując jako całość pod nazwą Kopalnia Węgla Kamiennego Powstańców Śląskich .

## Historia

### Utworzenie i I wojna światowa

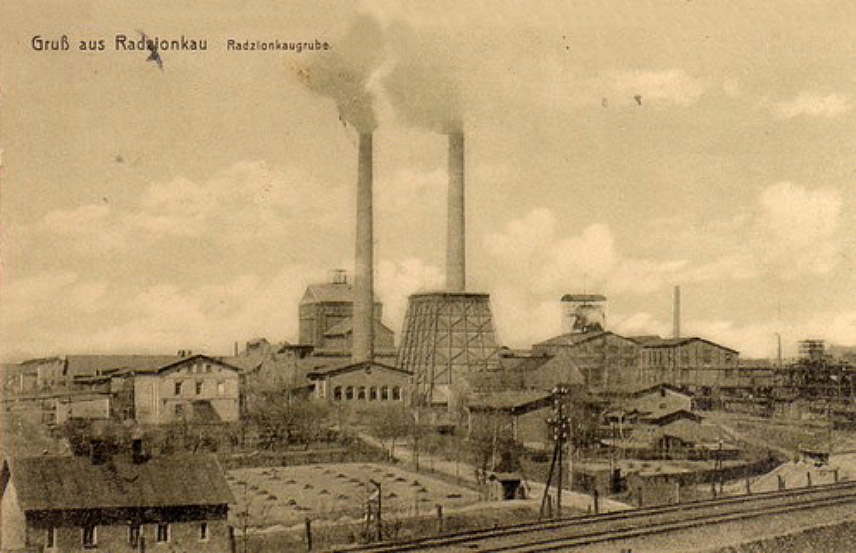
Kopalnia Radzionkau na pocztówce

Kopalnia powstała w latach 1871 –1874  z inicjatywy Karola Hugona Henckla von Donnersmarcka. Prace rozpoczęto od głębienia szybu Laura 14 sierpnia 1871 . Początkowo obejmowała trzy poziomy: 140, 180 i 200. W 1879 r. zakończono budowę drugiego szybu nazwanego Hugo. W tym czasie załoga kopalni liczyła około 600 osób. Wydobycie węgla na przestrzeni lat wahało się od 292 tysięcy ton w 1895 r. do 843 tysięcy ton w 1913 r.. W tymże roku zatrudnienie przekraczało 2050 osób. Głównym odbiorcą węgla była pobliska huta cynku Łazarz . W czasie I wojny światowej wydobycie wynosiło od 657 tys. ton w 1915 r. do 797 tys. ton w 1917 roku, co wiązało się ze wzrostem liczby zatrudnionych, w tym wzrostem udziału kobiet w załodze kopalni.

### Okres międzywojenny
W 1921 r. po plebiscycie Radzionków wraz z terenem kopalni znalazł się w granicach Polski, właścicielem pozostali jednak Donnersmarckowie, który utworzyli w Polsce koncern o nazwie Dyrekcja Kopalń Księcia Donnersmarcka. Część pola górniczego kopalni znalazła się na terenie Niemiec. Henckel von Donnersmarck postanowił uruchomić po stronie niemieckiej drugą kopalnię Beuthen, która powstała z wykorzystaniem istniejącego szybu wentylacyjnego kopalni Radzionkau . Miało to znaczenie wobec trwającej wówczas wojny celnej między Polską a Niemcami, z którą wiązało się wstrzymanie w 1925 r. importu polskiego węgla przez Niemcy . W okresie międzywojennym kopalnia była znacznie niedoinwestowana: maszyna wyciągowa pozostała urządzeniem parowym, wymiana na elektryczną nastąpiła po II wojnie światowej, a jedynym unowocześnieniem była wymiana wózków do transportu węgla z drewnianych na żelazne. Przekładało się to na wydobycie węgla, które nie przekroczyło 714 tysięcy ton, było więc niższe niż przed I wojną światową. Dużym wahaniom w latach 1923–1939 również ulegała liczba zatrudnionych, która wynosiła 3101 osób w 1923 r., ale tylko 725 w 1931 r.. 27 sierpnia 1939 na kopalnię napadli Niemcy, ponosząc straty w liczbie około 30 zabitych.

### II wojna światowa

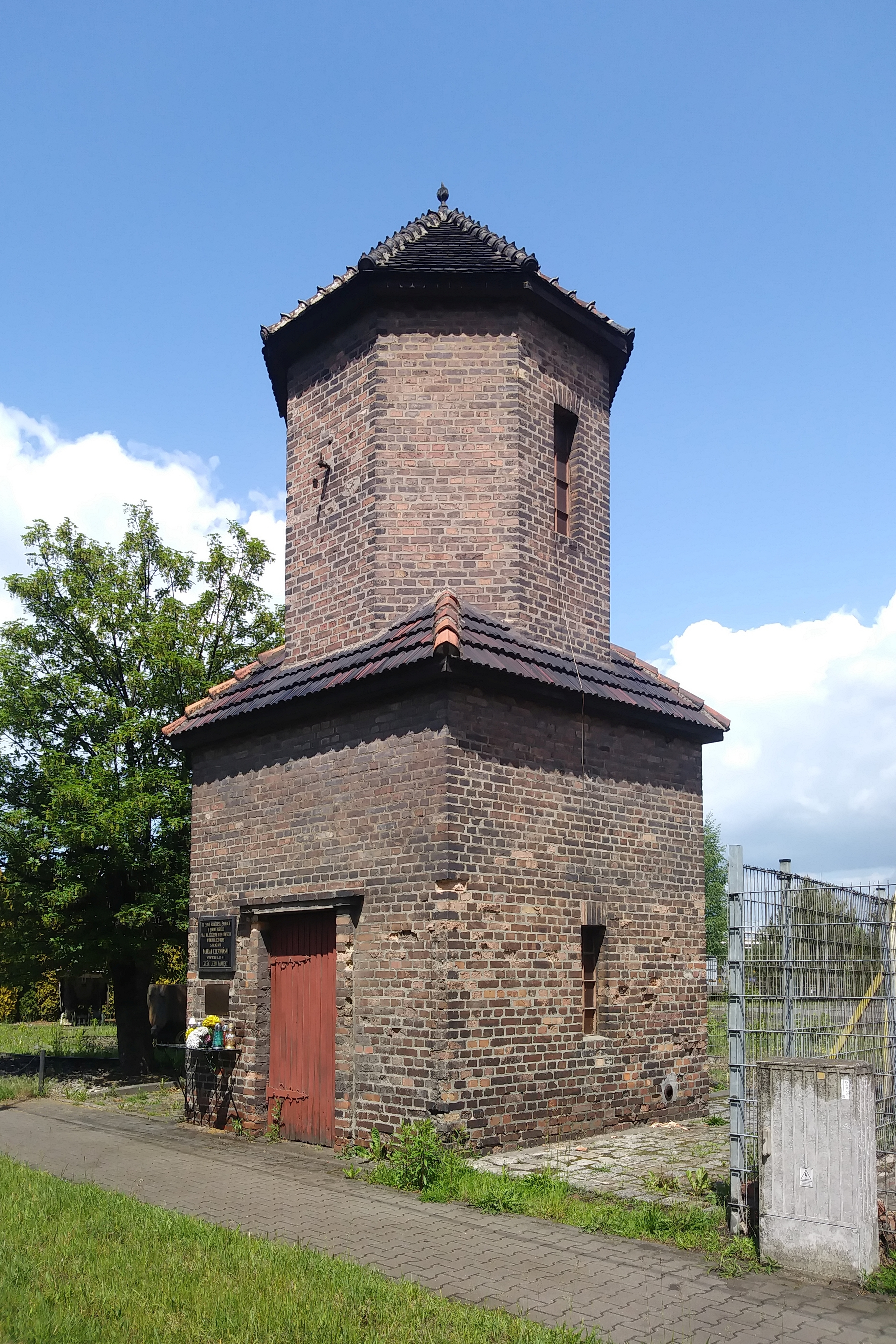
Kapliczka św. Barbary, dawny budynek transformatora (2020)

Kopalnia została zajęta przez okupantów niemieckich 2 września 1939. Pomimo niemal całkowitego braku inwestycji (nowością było jedynie zastosowanie przenośników taśmowych, zwiększono także skalę wykorzystania wiertarek) wydobycie od 1940 r. przekraczało rokrocznie 800 tysięcy ton, by w cztery lata później osiągnąć poziom 983 tys. ton, przy zatrudnieniu od 1941 r. przeszło 2000 osób. W Radzionkowie Niemcy utworzyli obóz męski, gdzie przebywali m.in. Rosjanie, Czesi, Słowacy i Anglicy, oraz obóz żeński dla Rosjanek, Białorusinek i Ukrainek. Jeńcy z tych obozów byli wykorzystywani do pracy w kopalni Radzionkau, część mężczyzn została przetransportowana do pracy w kopalni Hohenzollern w Bytomiu. 19 stycznia 1945 z powodu braku wagonów załoga przepracowała ostatnią dniówkę dla okupanta niemieckiego, a 24 stycznia 1945 Niemcy unieruchomili wentylatory i pompy poprzez odcięcie zasilania. Górnicy jednak niebawem uruchomili pompy i utrzymali działanie kopalnianej elektrowni. 27 stycznia 1945 Radzionków wraz z kopalnią został odbity przez wojsko radzieckie.

### Czasy powojenne
Kopalnia została znacjonalizowana, ponownie przywrócono polską nazwę, a wydobycie zostało wznowione, już lutym 1945 r. wyniosło blisko 7 tys. ton. W tym samym roku rozpoczęto udostępnianie nowego poziomu szybem Wit Stwosz na głębokości 300 metrów. Rok później wydobycie wyniosło 642 tys. ton węgla, a trzy lata później przekroczyło po raz pierwszy milion ton (1023 tys. ton). Od 1945 r. przy kopalni funkcjonował obóz pracy przymusowej dla więźniów, internowanych i jeńców. Pod koniec listopada 1945 r. przebywało w nim przeszło 800 osób. Obóz został zlikwidowany w 1949 r. . Największe inwestycje rozpoczęły się od lat 50. XX wieku, w 1954 r. uruchomiono szyb wydobywczy Wit Stwosz, zaś w latach 1956–1957 zamontowano nową maszynę wyciągową i skip szybu Wit Stwosz . W 1967 roku oddano do eksploatacji nowy materiałowo-zjazdowy szyb Piotr. Dwa lata później ukończono prace przy szybie VI i uruchomiono nowe urządzenie wentylacyjne. W 1970 roku zbudowano urządzenie podsadzkowe przy tymże szybie oraz budowano nowy poziom 630. Poniesione w latach 1954–1970 koszty inwestycji, które przekroczyły 555 milionów złotych znalazły odbicie w wydajności kopalni, która osiągnęła w 1970 r. wydobycie w wysokości 1538 tys. ton. 1 stycznia 1975 kopalnia Radzionków wraz z kopalnią Bytom utworzyła Kopalnię Węgla Kamiennego Powstańców Śląskich  .

### Likwidacja

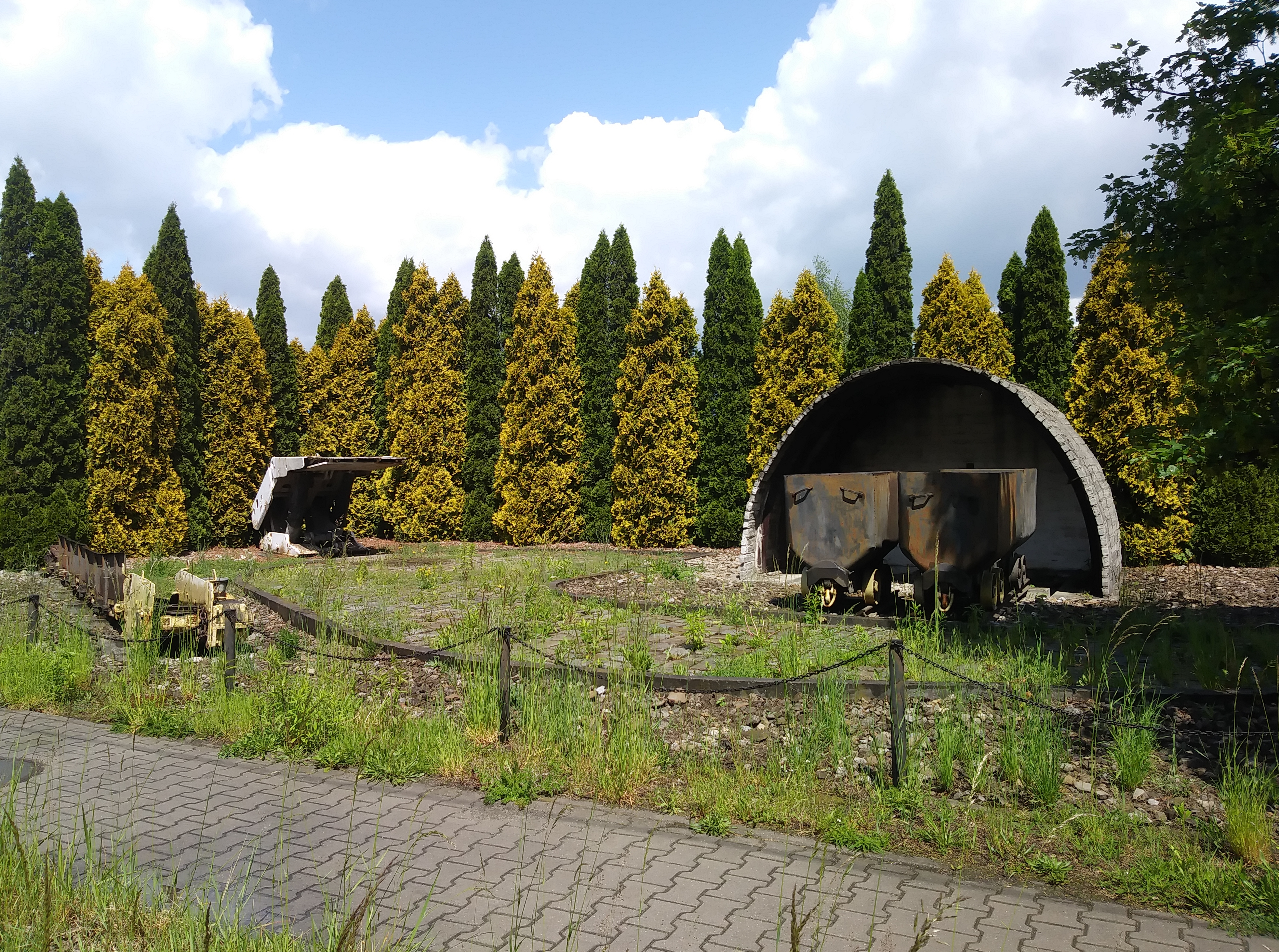
Miniskansen górniczy (2020)

Ostateczny kres dawnej kopalni Radzionków stanowiło zakończenie wydobycia w rejonie Radzionków kopalni Powstańców Śląskich, które nastąpiło 31 grudnia 1995. 1 stycznia 1996 rozpoczęto likwidację tegoż ruchu, a jej zakończenie przewidziano na 31 grudnia 1998 roku , która jednak trwała co najmniej do 2000 r. . Górnicza historia Radzionkowa została upamiętniona poprzez utworzenie niewielkiego skansenu górniczego na dawnym terenie kopalni w 2001 r. W skład ekspozycji wchodzą m.in.: fragment koła zamachowego, wagoniki do transportu węgla, kapliczka świętej Barbary utworzona w dawnym budynku zabytkowej stacji transformatorowej , gdzie znajduje się figura tejże świętej przeniesiona z dawnej kopalnianej cechowni . Na dawnym terenie kopalni powstała w 2001 r. Baza Paliw IVG Terminal Silesia .

## Zaplecze socjalne

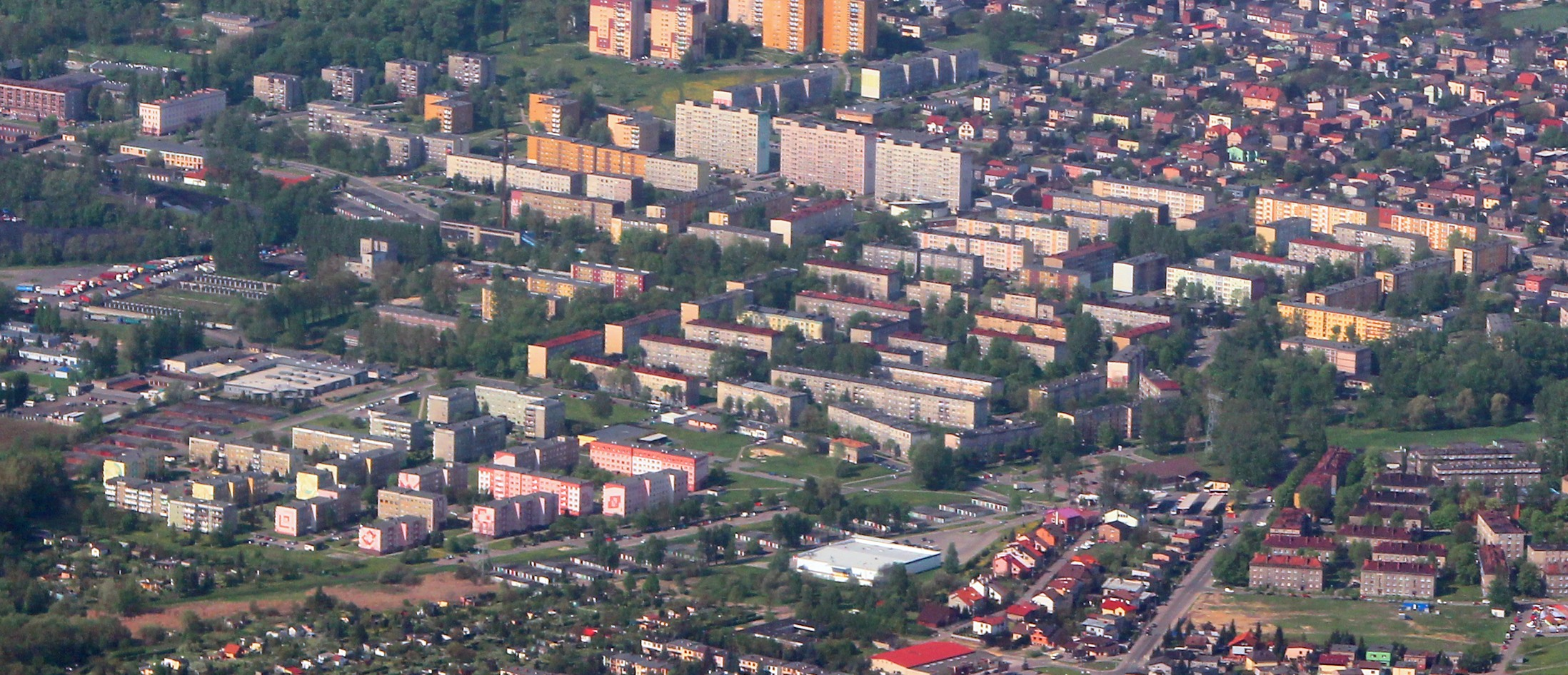
Osiedle im. J. Wieczorka w Piekarach Śląskich

Przy kopalni po 1945 r. powstał Dom Kultury im. J. Wieczorka. Aby rozwiązać brak mieszkań m.in. dla załogi kopalni, w latach 1949–1950 powstało na Kocich Górkach w Piekarach Śląskich osiedle 50 domków fińskich. Następnie wybudowano osiedle Radzionków III na Stroszku oraz osiedle im. J. Wieczorka w Piekarach Śląskich. Założono również dwa ogrody działkowe dla załogi. W 1952 r. powstał ogród Lepsze Jutro, a w 1970 r. ogród Górnik. Dla zapewnienia fachowej kadry, w 1945 r. powołano Zasadniczą Szkołę Górniczą przy kopalni.